# Ноа Окафор
Ноа Аринзечокву Окафор (енгл. Noah Arinzechukwu Okafor; 24. мај 2000) швајцарски је фудбалер који тренутно наступа на позицији крилног играча и нападача за Милан и репрезентацију Швајцарске. Отац му је из Нигерије, а мајка из Швајцарске.

## Клупска каријера

### Базел
Јуниорску каријеру је почео у локалном клубу Арисдорф, након чега је 2009. прешао у Базел, гдје је играо у млађим категоријама до 2018. Дана 31. јануара 2018. потписао је први професионални уговор са тимом и прикључио се првом тиму. Дебитовао је за тим 19. маја 2018. на утакмици против Луцерна, када је ушао умјесто повријеђеног Мохамеда Елјонусиха у 34. минуту, а утакмица је завршена 2 : 2. Први гол постигао је 28. јула 2018. у ремију 1 : 1 против Ксамакса у другом колу у сезони 2018/19.
Базел је освојио Куп Швајцарске у сезони 2018/19. гдје је постигао гол у побједи од 3 : 1 против Цириха, док је у финалу Базел побиједио Тун 2 : 1.
У периоду од 2017. до 2020. одиграо је укупно 72 утакмице за Базел и постигао је девет голова, од чега три у Суперлиги Швајцарске, два у купу, два у европским такмичењима и два у пријатељским утакмицама.

### Ред бул Салцбург
Дана 31. јануара 2020. прешао је и Ред бул Салцбург.
Дана 8. децембра 2021. постигао је гол за побједу од 1 : 0 против Севиље у последњој утакмици групне фазе Лиге шампиона у сезони 2021/22. захваљујући чему се Салцбург пласирао у осмину финала, поставши први аустријски клуб који је прошао у елиминациону фазу Лиге шампиона.
Дана 7. септембра 2022. током утакмице групне фазе Лиге шампиона 2022/23. против Милана, постигао је гол за реми 1 : 1, након што је дриблингом прошао голмана Мика Мењана и одбрамбеног играча Пјера Калулуа, а затим шутирао у десни угао, изазвавши велико славље на стадиону.

### Милан
Дана 22. јула 2023. прешао је у Милан, са којим је потписао уговор до јуна 2028. За тим је дебитовао 21. августа, у побједи од 2 : 0 на гостовању против Болоње. Први гол постигао је 27. септембра, у побједи од 3 : 1 на гостовању против Каљарија. Три дана касније, постигао је гол други гол у побједи од 2 : 0 против Лација. Дана 17. децембра , постигао је трећи гол у сезони, у побједи од 3 : 0 против Монце. Дана 20. јануара 2024. ушао је у другом полувремену и постигао је гол за побједу од 3 : 2 на гостовању против Удинезеа у надокнади времена, што је била прва побједа за Милан на стадиону Удинезеа од 2020.

## Репрезентативна каријера
Играо је за млађе репрезентације Швајцарске, до 15, 17, 18 и 19 година, а за први тим је дебитовао 9. јуна 2019. на утакмици за треће мјесто у Лиги нација 2019. против Енглеске, када је ушао у 113. минуту умјесто Хариса Сеферовића. Први гол за репрезентацију постигао је 15. новембра 2021. у побједи од 4 : 0 против Бугарске у оквиру квалификација за Свјетско првенство 2022. а захваљујући побједи Швајцарска је обезбиједила пласман на првенство.

## Приватни живот
Рођен је у швајцарском граду Бинингем, потомак је народа Игбо, отац му је из Нигерије, а мајка из Швајцарске. Његова млађа браћа Елија и Исаија су такође фудбалери.